# Crayère

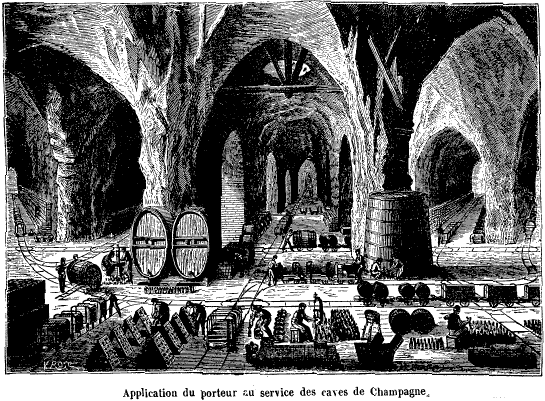
Une crayère avec un train Decauville, exploitation du champagne.

Une crayère est une carrière où l'on exploite la craie.
Ces carrières sont exploitées soit à ciel ouvert, soit en souterrain. Les crayères en fin d'exploitation sont souvent réutilisées pour faire la culture des champignons de Paris ou comme cave à champagne.